# Danh sách đĩa đơn quán quân Hot 100 năm 2001 (Mỹ)

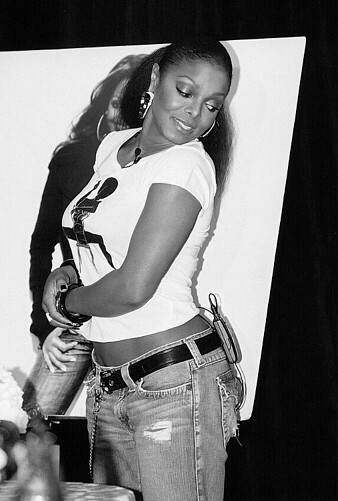
"All for You" của Janet Jackson là đĩa đơn quán quân bảng xếp hạng lâu nhất năm, với 7 tuần liên tiếp.

Billboard Hot 100 là một bảng xếp hạng các đĩa đơn nhạc thành công nhất tại thị trường Mỹ, được ấn hành bởi tạp chí Billboard. Các số liệu được tổng hợp bởi Nielsen SoundScan dựa trên doanh số đĩa thường và phát thanh. Năm 2001, có tổng cộng 14 đĩa đơn quán quân bảng xếp hạng trong 52 ngày ấn hành. Trong đó đã loại trừ đĩa đơn "Independent Women Part I" của nhóm nhạc nữ Destiny's Child do đã quán quân từ cuối năm 2000.
Trong năm này, đã có 12 nghệ sĩ có được đĩa đơn quán quân đầu tiên của họ, kể cả với tư cách là nghệ sĩ chính hoặc nghệ sĩ khách mời, bao gồm: Alicia Keys, Crazy Town, Mary J. Blige, Nickelback, OutKast, Shaggy, Ja Rule, Jayvon, Rikrok, Mýa, Lil' Kim và Pink. Có hai ca sĩ có hai đĩa đơn quán quân bảng xếp hạng là Usher và Shaggy.
Ca khúc "All for You" của nữ ca sĩ Janet Jackson là đĩa đơn quán quân lâu nhất năm 2001, với tổng cộng là 7 tuần liên tiếp. Đĩa đơn này cũng giúp Janet có 10 đĩa đơn quán quân trong sự nghiệp, trở thành nữ nghệ sĩ thứ tư có nhiều đĩa đơn quán quân bảng xếp hạng nhất trong Kỷ nguyên Rock. Các đĩa đơn "Fallin'" của Alicia Keys và "Family Affair" của Mary J. Blige đứng quán quân lâu thứ hai năm, với sáu tuần tổng cộng. Trong đó, Fallin' quán quân 6 tuần không liên tiếp còn "Family Affair" quán quân 6 tuần liên tiếp. Đĩa đơn "Lady Marmalade" của Christina Aguilera hợp tác với Mýa, Lil' Kim và Pink quán quân lâu thứ ba năm, với 5 tuần liên tiếp.

## Lịch sử xếp hạng

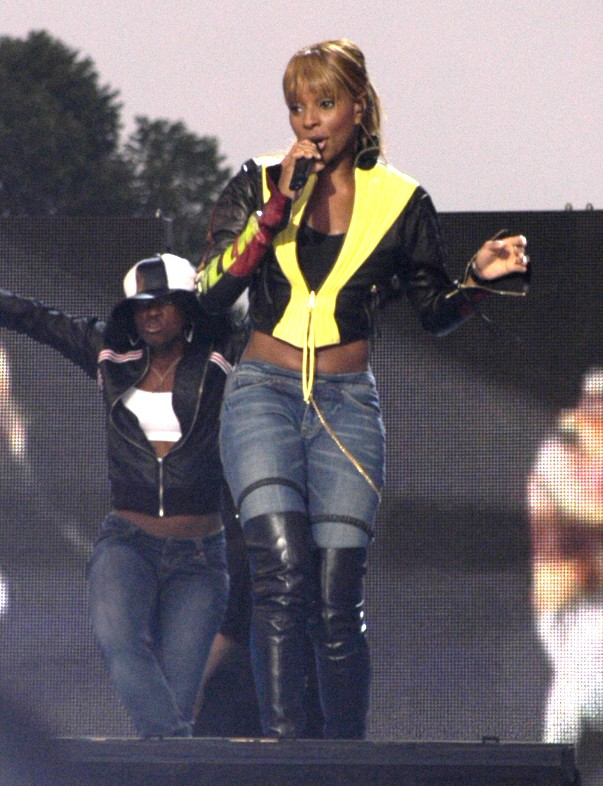
Mary J. Blige có được đĩa đơn quán quân bảng xếp hạng đầu tiên, "Family Affair", với 6 tuần quán quân liên tiếp.

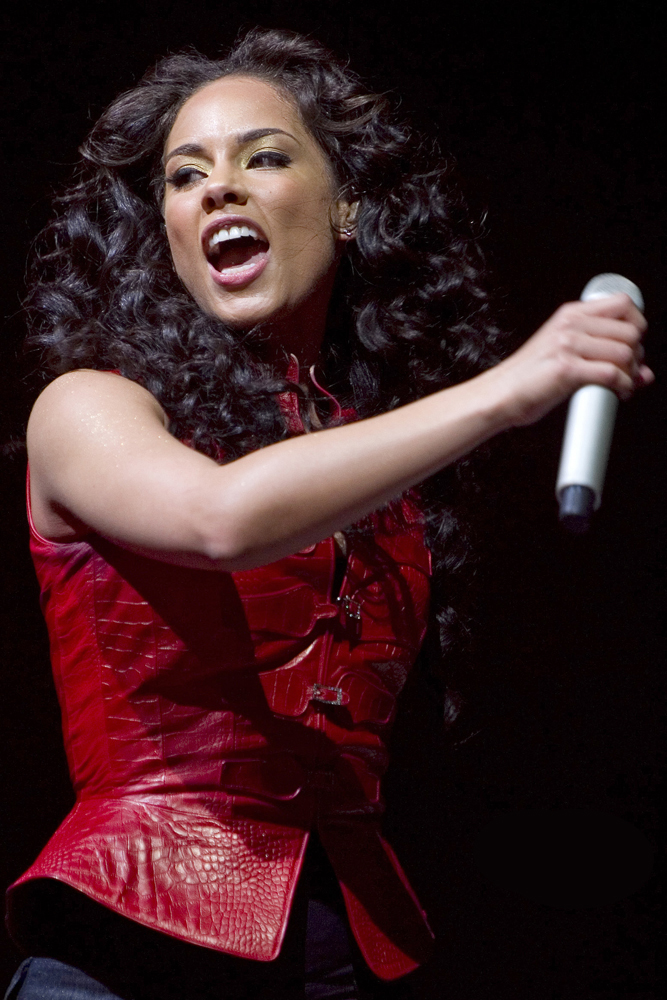
Alicia Keys có được đĩa đơn quán quân bảng xếp hạng đầu tiên, "Fallin'", với 6 tuần quán quân không liên tiếp.

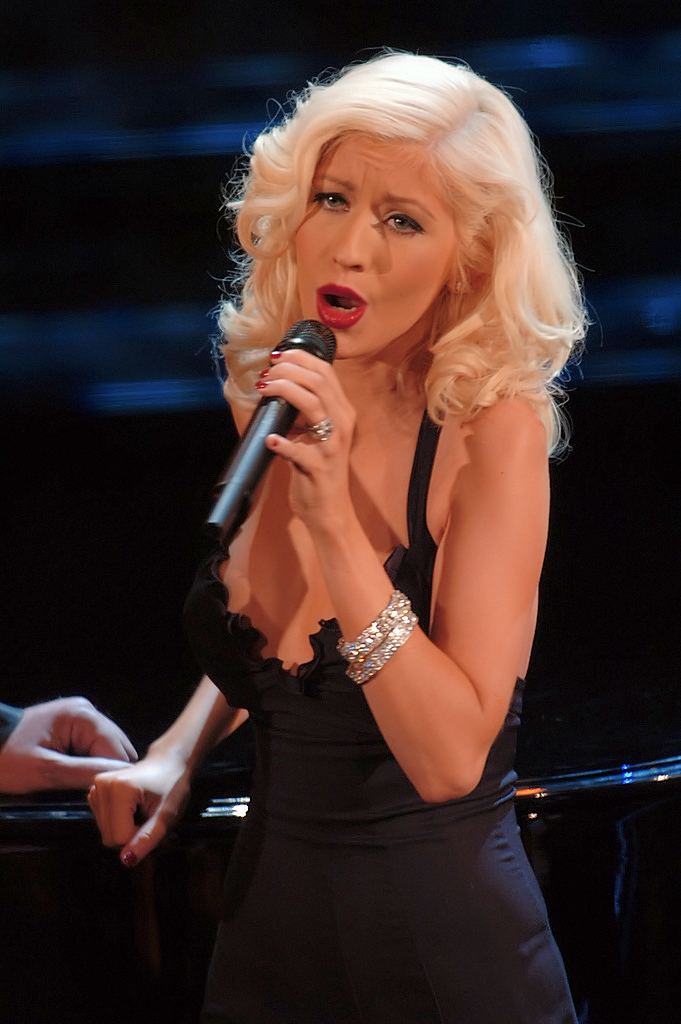
Christina Aguilera có được đĩa đơn quán quân thứ tư trên bảng xếp hạng là "Lady Marmalade" với 5 tuần quán quân liên tiếp.

| Ngày phát hành | Ca khúc                    | Nghệ sĩ                                    | Chú thích |
| -------------- | -------------------------- | ------------------------------------------ | --------- |
| 6 tháng 1      | "Independent Women Part I" | Destiny's Child                            | [ 3 ]     |
| 13 tháng 1     | "Independent Women Part I" | Destiny's Child                            | [ 4 ]     |
| 20 tháng 1     | "Independent Women Part I" | Destiny's Child                            | [ 5 ]     |
| 27 tháng 1     | "Independent Women Part I" | Destiny's Child                            | [ 6 ]     |
| 3 tháng 2      | "It Wasn't Me"             | Shaggy hợp tác với Ricardo "RikRok" Ducent | [ 7 ]     |
| 10 tháng 2     | "It Wasn't Me"             | Shaggy hợp tác với Ricardo "RikRok" Ducent | [ 7 ]     |
| 17 tháng 2     | "Ms. Jackson"              | OutKast                                    | [ 8 ]     |
| 24 tháng 2     | "Stutter"                  | Joe hợp tác với Mystikal                   | [ 9 ]     |
| 3 tháng 3      | "Stutter"                  | Joe hợp tác với Mystikal                   | [ 9 ]     |
| 10 tháng 3     | "Stutter"                  | Joe hợp tác với Mystikal                   | [ 10 ]    |
| 17 tháng 3     | "Stutter"                  | Joe hợp tác với Mystikal                   | [ 11 ]    |
| 24 tháng 3     | "Butterfly"                | Crazy Town                                 | [ 12 ]    |
| 31 tháng 3     | "Angel"                    | Shaggy hợp tác với Rayvon                  | [ 13 ]    |
| 7 tháng 4      | "Butterfly"                | Crazy Town                                 | [ 14 ]    |
| 14 tháng 4     | "All for You"              | Janet Jackson                              | [ 15 ]    |
| 21 tháng 4     | "All for You"              | Janet Jackson                              | [ 16 ]    |
| 28 tháng 4     | "All for You"              | Janet Jackson                              | [ 17 ]    |
| 5 tháng 5      | "All for You"              | Janet Jackson                              | [ 18 ]    |
| 12 tháng 5     | "All for You"              | Janet Jackson                              | [ 19 ]    |
| 19 tháng 5     | "All for You"              | Janet Jackson                              | [ 20 ]    |
| 26 tháng 5     | "All for You"              | Janet Jackson                              | [ 21 ]    |
| 2 tháng 6      | "Lady Marmalade"           | Christina Aguilera, Lil' Kim, Mýa và Pink  | [ 22 ]    |
| 9 tháng 6      | "Lady Marmalade"           | Christina Aguilera, Lil' Kim, Mýa và Pink  | [ 23 ]    |
| 16 tháng 6     | "Lady Marmalade"           | Christina Aguilera, Lil' Kim, Mýa và Pink  | [ 24 ]    |
| 23 tháng 6     | "Lady Marmalade"           | Christina Aguilera, Lil' Kim, Mýa và Pink  | [ 25 ]    |
| 30 tháng 6     | "Lady Marmalade"           | Christina Aguilera, Lil' Kim, Mýa và Pink  | [ 26 ]    |
| 7 tháng 7      | "U Remind Me"              | Usher                                      | [ 27 ]    |
| 14 tháng 7     | "U Remind Me"              | Usher                                      | [ 28 ]    |
| 21 tháng 7     | "U Remind Me"              | Usher                                      | [ 29 ]    |
| 28 tháng 7     | "U Remind Me"              | Usher                                      | [ 30 ]    |
| 4 tháng 8      | "Bootylicious"             | Destiny's Child                            | [ 31 ]    |
| 11 tháng 8     | "Bootylicious"             | Destiny's Child                            | [ 32 ]    |
| 18 tháng 8     | "Fallin'"                  | Alicia Keys                                | [ 33 ]    |
| 25 tháng 8     | "Fallin'"                  | Alicia Keys                                | [ 34 ]    |
| 1 tháng 9      | "Fallin'"                  | Alicia Keys                                | [ 35 ]    |
| 8 tháng 9      | "I'm Real"                 | Jennifer Lopez hợp tác với Ja Rule         | [ 36 ]    |
| 15 tháng 9     | "I'm Real"                 | Jennifer Lopez hợp tác với Ja Rule         | [ 37 ]    |
| 22 tháng 9     | "I'm Real"                 | Jennifer Lopez hợp tác với Ja Rule         | [ 38 ]    |
| 29 tháng 9     | "Fallin'"                  | Alicia Keys                                | [ 39 ]    |
| 6 tháng 10     | "Fallin'"                  | Alicia Keys                                | [ 40 ]    |
| 13 tháng 10    | "Fallin'"                  | Alicia Keys                                | [ 41 ]    |
| 20 tháng 10    | "I'm Real"                 | Jennifer Lopez hợp tác với Ja Rule         | [ 42 ]    |
| 27 tháng 10    | "I'm Real"                 | Jennifer Lopez hợp tác với Ja Rule         | [ 43 ]    |
| 3 tháng 11     | "Family Affair"            | Mary J. Blige                              | [ 44 ]    |
| 10 tháng 11    | "Family Affair"            | Mary J. Blige                              | [ 45 ]    |
| 17 tháng 11    | "Family Affair"            | Mary J. Blige                              | [ 46 ]    |
| 24 tháng 11    | "Family Affair"            | Mary J. Blige                              | [ 47 ]    |
| 1 tháng 12     | "Family Affair"            | Mary J. Blige                              | [ 48 ]    |
| 8 tháng 12     | "Family Affair"            | Mary J. Blige                              | [ 49 ]    |
| 15 tháng 12    | "U Got It Bad"             | Usher                                      | [ 50 ]    |
| 22 tháng 12    | "How You Remind Me"        | Nickelback                                 | [ 51 ]    |
| 29 tháng 12    | "How You Remind Me"        | Nickelback                                 | [ 52 ]    |